# María Díez Busqué
María Díez Busqué (Igualada, Barcelona, 8 de junio de 1989), conocida como Peke, es una jugadora española de hockey patines del Hostelcur Hockey Club.
María Díez empezó a los 9 años a jugar al hockey en el colegio. María Díez recibe el apodo de “Peke” porque en el Igualada Femení Hoquei Club Patins había otras dos jugadoras con el mismo nombre, de las cuales ella era la más pequeña.
Es una jugadora que destaca por su gran capacidad goleadora y su peligrosidad en los movimientos interiores cercanos al área. Máxima anotadora de la liga OK Liga Femenina en ocho temporadas, dos con el Igualada, cuatro con el Hostelcur H. C. y dos con el Club Patí Manlleu.

## Trayectoria
Inició su carrera en el equipo de su ciudad natal, el Igualada FHCP con el que jugó hasta el año 2012 en el que ficha por el Biesca Gijón, el actual Hostelcur HC. Consiguiendo su primera Copa de la Reina en 2013.

### Selección nacional
Campeona de Europa sub-19 en 2007 con la selección española, debuta ese mismo año en la selección femenina senior con la que consigue el subcampeonato. Campeona de Europa con la selección española femenina

## Clubes
| Club                  | País   | Temporadas  |
| --------------------- | ------ | ----------- |
| Igualada F. H. C. P.  | España | - 2011      |
| Hostelcur Gijón H. C. | España | 2012 - 2016 |
| Club Patí Manlleu     | España | 2019 - 2022 |

## Palmarés

### Igualada
- Subcampeonato de España (2007-08)

### Hostelcur H. C.
- 2 Copas de la reina (2013,[5] 2016[6])
- 2 OKLiga femenina (2016-17, 2017-18)
- 1 Copa de Europa (2017-18)

Club Patí Manlleu
• 1 OKLiga femenina (2019-20)

### Selección catalana
- 1 Campeonato Golden Cup (2009)
- 1 Copa América (2011[4])

### Selección española
- 1 Campeonato de Europa sub-19 (2005)[4]
- 4 Campeonatos de Europa (2011,[7] 2013, 2015, 2018[8])
- 1 Campeonato del Mundo (2016)
- 2 World Roller Games (2017, 2019)